# Coruncânia (gens)
A gens Coruncania era uma família plebeia em Roma antiga. O primeiro membro da família a ganhar destaque foi Tibério Coruncânio, um novus homo que se tornou cônsul em 280 a.C. e ditador em 246.

## Origem
De acordo com Cícero, Tibério Coruncânio era natural de Túsculo. No entanto, em um discurso registrado por Tácito, o imperador Cláudio afirmou que os Coruncanii eram originalmente de Cameria.

## Praenomina
Os praenomina associados aos Coruncanii que aparecem na história são Tibério, Caio, Lúcio e talvez Públio. Os vários Coruncanii conhecidos apenas por inscrições usaram uma variedade de nomes, incluindo os praenomina comuns Quinto, Caio, Cneu, Lúcio, Marco e Sexto. Existem instâncias individuais de Áulo, Manio e talvez Espúrio, mas Áulo e Espúrio são conhecidos apenas por filiações, enquanto o único Manio era um liberto, então esses podem não ter sido praenomina regulares dos Coruncanii.

## Ramos e cognomina
A única família distinta dos Coruncanii durante a República não tinha sobrenome. Uma variedade de cognomina aparece em inscrições, mas não há evidências de que nenhum deles representasse famílias distintas dos Coruncanii; muitos desses sobrenomes pertenciam a libertos.

## Membros
- Tibério Coruscânio, avô do cônsul de 280 a.C.[4]
- Tibério Coruscânio Ti. f., pai do cônsul de 280 a.C.[4]
- Tibério Coruscânio Ti. f. Ti. n., cônsul em 280 a.C., ele triunfou sobre os etruscos. Ele provavelmente foi censor por volta de 270[i], tornou-se o primeiro Pontifex Maximus plebeu circa 254, e foi ditador em 246. Coruncânio foi um orador e jurista distinto.[5][6][7][8][9][10][11][12][1][4]
- Caio e Lúcio Coruncânio (Ti. f. Ti. n.),[ii] embaixadores enviados a Teuta em 230 a.C., para reclamar das depredações marítimas de seus súditos. Lúcio foi executado por ordem dela, provocando a Primeira Guerra Ilíria.[13][14][15][1][16]
- Coruncania A. l., uma liberta mencionada em um monumento de Nuceria.[17]
- Coruncania C. f., uma das filhas de Caio Caecilius Gallus, um soldado e oficial municipal, e sua esposa, Proxinia Procula, mencionada em um monumento em Rusicade em Númidia.[18]
- Áulo Coruncânio, o antigo mestre de Coruncania.[17]
- Caio Coruncânio, pai de Caio Coruncânio Oricula.[19]
- Caio Coruncânio, o antigo mestre de Caio Coruncânio Hilarus.[20]
- Lúcio Coruncânio, o antigo mestre de Lúcio Coruncânio Laches.[21]
- Cneu Coruncânio, pai de Cneu Coruncânio Rufus.[22]
- Manius Coruncânio M. s., um escravo mencionado em uma inscrição de Minturnae.[23]
- Marco Coruncânio, mestre de Manius.[23]
- Quinto Coruncânio, o antigo mestre de Coruncania Pasis.[24]
- Quinto Coruncânio, o antigo mestre de Quinto Coruncânio Theucer.[25]
- Sexto Coruncânio, o antigo mestre de Sexto Coruncânio Chilo e Coruncania Chila.[26]
- Spurius Coruncânio, pai de Coruncania Tertia.[27]
- Coruncania Sex. l. Chila, uma liberta enterrada em Roma.[26]
- Sexto Coruncânio Sex. l. Chilo, um liberto enterrado em Roma.[26]
- Coruncania Q. l. Creste, uma liberta enterrada em Roma.[28]
- Quinto Coruncânio Q. l. Eros, um liberto enterrado em Roma.[28]
- Cneu Coruncânio Faustinus, enterrado em Vicus Augusti em Sardinia, com vinte e cinco anos.[29]
- (Quinta?) Coruncania Hilara, mencionada em uma inscrição funerária de Roma.[30]
- Caio Coruncânio C. l. Hilarus, um liberto que se tornou um dos Seviri Augustales em Augusta Taurinorum.[20]
- Coruncania Sex. f. Ismurna, enterrada em Roma.[26]
- Lúcio Coruncânio L. l. Laches, um liberto enterrado em Roma.[21]
- Caio Coruncânio C. f. Oricula, um praefectus fabrum, ou engenheiro militar, e tribuno militar da vigésima primeira legião, enterrado em Roma, com um monumento dedicado por sua esposa, Julia Pia.[19]
- Coruncania Q. l. Pasis, uma liberta mencionada em uma inscrição de Roma.[24]
- Cneu Coruncânio Cn. f. Rufus, um dos oficiais que presidiu os ritos de Diana em Roma, circa 1 d.C.[22]
- Quinto Coruncânio Statius, o antigo mestre de Quinto Coruncânio Eros e Coruncania Creste, enterrado em Roma.[28]
- Coruncania S. f. Tertia, mencionada em uma inscrição de Roma.[27]
- Quinto Coruncânio Q. l. Theucer, um liberto enterrado em Roma.[25]
- Marco Aurélio Coruncânio Victor, enterrado em Roma com sua esposa, Vitella Romana, em seu sepulcro familiar.[31]